# Арабска мисия
Арабската мисия е една от общо трите външнополитически и геополитически византийски дипломатически пратеничества на Константин Философ. Извършена е през 851 или в някоя от годините до края на 856 г.
Император Михаил III, знаейки за проявените вече качества на младия Константин, и отчитайки факта, че владее арабски, сирийски и еврейски, го натоварва с тази отговорна мисия, състояла се в 851 или в някоя от годините до края на 856 г. Той я изпълнява заедно с дадения му като помощник висш държавен сановник – асинкрита Георги. Това е първата мисия на Константин-Кирил като дипломат. От житието му проличава, че в Багдад в диспута със сарацините, се разисква не само основният въпрос за Светата Троица, но и проблеми за войните, за данъците, за отношението към мира, за изкуствата. Със знанията и личността си мисионерът привлича вниманието на опонентите си и спечелва доверието им. Според житието му, Константин ги „наддума по всички въпроси – така, че те му се чудят, изпадат в удивление“. Константин-Кирил демонстрира познания и по Корана. Успява да постигне и освобождаването на хиляди християнски пленници, които връща със себе си във Византия.

## Исторически контекст
Към онзи момент ситуацията в арабско-византийския конфликт била следната:
- 845 г. – размяна на пленници на река Ламус (Лямис) в Киликия;
- 851/53 г. – три поредни летни арабски походи в Мала Азия;
- 855 г. – Византия напада Аназарба в Армения и взема арабски пленници;
- февруари 856 г. – размяна на пленници на река Ламус;
- 856 г. – летен арабски поход в Мала Азия и византийски в Армения;
- 859 г. – византийско пратеничество начело с Атрубилис при халифа Мутавакил за размяна на пленници;
- 860 г. – в началото на пролетта размяна на пленници. [1]

## Резултат и значение
Арабската мисия е първата и по значение за Византия. Тя приключва без резултат. След завръщането си в Константинопол, Кирил Философ навестил брата си Методий, подвизаващ се в един манастир край малоазийски Олимп в областта Витиния и прекарал там няколко години, отдавайки се на учение и изчаквайки да замине на друга Хазарска мисия през 860/61 г. В крайна сметка от общо трите мисии на Кирил и Методий, единствената успешна се оказва последната трета Моравска мисия, но не във Великоморавия от 863 г., а в Дунавска България, където се отзовали учениците им постфактум.